# Турьевский сельсовет
Ту́рьевский сельсовет — административная единица на территории Краснопольского района Могилёвской области Белоруссии.

## История
Образован 15 января 1965 года в Краснопольском районе Могилёвской области БССР в составе 28 населённых пунктов (Буходзькава, Волата, Гара, Дзежино, Долгая Выгар, Дубравка, Зелёная Роща, Колодзецкий, Клясин, Князёвка, Курганне, Ламы, Малюшина, Новосёлки, Непереможный, Новая Травна, Новая Ясенка, Пачапы, Сосновский, Синее Болото, Станислав, Травна, Трубильня, Турья, Усход, Хвашчы, Широкий и Ясенка), которые находились в административном подчинении Краснопольского поссовета.
На 1 января 1974 года в составе сельсовета было 25 населённых пунктов1.
4 марта 2014 года были упразднены посёлки Непереможный и Сосновский.
Население сельсовета по переписи 2009 года — 1018 человек, из них 98,0 % — белорусы, 1,5 % — русские, 0,3 % — украинцы; по переписи 2019 года — 708 человек.

## Состав
Турьевский сельсовет включает 16 населённых пунктов:
- Буходьково — посёлок.
- Восход — посёлок.
- Гора — посёлок.
- Долгая Выгорь — посёлок.
- Дубровка — посёлок.
- Клясино — деревня.
- Князёвка — деревня.
- Курганье — посёлок.
- Ломы — посёлок.
- Малюшино — деревня.
- Почепы — агрогородок.
- Станислав — посёлок.
- Трубильня — деревня.
- Турья — агрогородок.
- Хвощи — посёлок.
- Широкий — посёлок.